# Trialeurodes pergandei
Trialeurodes pergandei là một loài côn trùng cánh nửa trong họ Aleyrodidae, phân họ Aleyrodinae.
Trialeurodes pergandei được Quaintance miêu tả khoa học đầu tiên năm 1900.